# Qin Liangyu
Qin Liangyu (Chongqing, 1574–1648), nom de cortesia Zhensu, va ser una general coneguda per defensar la dinastia Ming dels atacs de la dinastia Jin posterior, liderada pels Manxús, al segle XVII.

## Primers anys de vida
Qin Liangyu va néixer a Zhongzhou (忠州), que es troba a l'actual comtat de Zhong, Chongqing, de pares ètnics miao. El seu pare, Qin Kui (秦葵), va obtenir la posició de gongsheng (貢生) en l'examen de funció pública. Creia que les noies haurien de rebre la mateixa educació que els nois, així que va fer que Qin Liangyu estudiés història i els clàssics confucians amb els seus germans. També els va ensenyar arts marcials. Qin Liangyu va aprendre a lluitar millor que els seus germans i es va fer expert en tir amb arc i equitació. També era coneguda per la seva habilitat amb la poesia.

## Matrimoni amb Ma Qiancheng
El 1595, Qin Liangyu es va casar amb Ma Qiancheng (馬千乘), el tusi i el xuanfushi (宣撫使; "Comissari anunciador i pacificador") del comtat de Shizhu, i el va acompanyar en petites batalles contra els senyors de la guerra locals a la frontera sud-oest de l'Imperi Ming. Van tenir un bon matrimoni i Ma Qiancheng sovint li demanava consell. El 1599, quan Yang Yinglong (楊應龍) va iniciar una rebel·lió a Bozhou (播州; l'actual Zunyi, Guizhou), Ma Qiancheng va partir amb 3.000 genets per reprimir la revolta mentre Qin Liangyu en liderava 500 més. Van sufocar amb èxit la rebel·lió i van destruir els camps dels rebels.
El 1613, Ma Qiancheng va ofendre a Qiu Chengyun (邱乘雲), un influent eunuc de la cort, i va acabar sent arrestat i empresonat amb falsos càrrecs. Va morir a la presó un temps més tard i Qin Liangyu va succeir al seu marit com a xuanfushi del comtat de Shizu. Els que estaven sota el seu comandament eren coneguts com la Cavalleria Blanca (白杆兵).

## Resistint a les forces rebels a Sichuan
El 1620, el germà gran de Qin Liangyu, Qin Bangping (秦邦屏), va conduir 3.000 cavallers blancs a Liaodong per resistir els invasors de la dinastia Jin posterior liderada pels Manxús. Va morir en combat a la batalla del riu Hun (渾河之戰).
El 1623, Qin Liangyu va ajudar les forces Ming a reprimir la Rebel·lió She-An a Sichuan i Guizhou liderada per She Chongming (奢崇明) i An Bangyan (安邦彥). L'any següent, el seu germà gran, Qin Minping (秦民屏), va morir en combat per les forces d'An Bangyan.
El 1630, quan les forces dels Jin posteriors van assetjar la capital Ming, Pequín, Qin Liangyu va dirigir les forces de Sichuan per reforçar la capital. L'emperador Chongzhen la va omplir d'elogis en poesia i la va obsequiar amb quatre poemes mentre passava per Pequín. El 1634, quan l'exèrcit rebel de Zhang Xianzhong va envair Sichuan, Qin Liangyu i el seu fill, Ma Xianglin (馬祥麟), van dirigir les seves tropes per atacar els rebels, els van derrotar a Kuizhou (夔州; l'actual comtat de Fengjie, Chongqing) i els va expulsar. El 1640, Qin Liangyu va derrotar una altra força rebel liderada per Luo Rucai (羅汝才) a Kuizhou i Wushan. En reconeixement de les seves contribucions a l'Imperi Ming, l'emperador Chongzhen la va nomenar guardiana del príncep hereu (太子太保) i li va atorgar el títol de "Marquès Zhongzhen" (忠貞侯; lit. "Marquès lleial i cast").

## Darrers anys de vida
L'Imperi Ming va ser enderrocat el 1644 per les forces rebels dirigides per Li Zicheng, i els seus antics territoris van ser conquistats per la dinastia Jin posterior (després rebatejada com dinastia Qing). Alguns fidels Ming van formar un estat residual, la dinastia Ming del Sud, al sud de la Xina per resistir la dinastia Qing. El seu governant nominal, l'emperador Longwu, també va concedir a Qin Liangyu un títol de marquès.
Qin Liangyu controlava part del comtat de Shizhu i la seva política d'autosuficiència agrícola va fer que la seva regió fos atractiva per als refugiats. Va ajudar a uns 100.000 refugiats a establir-se a Shizhu.
Qin Liangyu va morir el 1648 i va ser enterrada a l'actual poble de Yachun, districte de Dahe, comtat de Shizhu, Chongqing. Se li va donar el nom pòstum de "Zhongzhen" (忠貞; lit. "Leial i Casta") i la va sobreviure el seu fill, Ma Xianglin (馬祥麟).

## Llegat
La vida de Qin Liangyu, juntament amb les seves armes i armadures, es mostra en un museu del comtat de Shizhu, Chongqing. Una estàtua seva es troba a la Sala Ganyu del Shibaozhai al comtat de Zhong (que es va conservar durant el Projecte de les Tres Gorges). Juntament amb Hua Mulan, Liang Hongyu i He Yufeng, Qin Liangyu és una de les guerreres més conegudes de la Xina.

## En la cultura popular
Qin Liangyu de vegades apareix com una deessa de la porta, generalment en col·laboració amb Mu Guiying.
Qin Liangyu és una de les 32 figures històriques que apareixen com a personatges especials al videojoc Romance of the Three Kingdoms XI de Koei.
Qin Liangyu apareix com un servidor de classe Lancer jugable al videojoc de rol mòbil Fate/Grand Order.